# Гюмюшхане
Гюмюшхане (тур. Gümüşhane) — місто в Туреччині, столиця ілу Гюмюшхане. Розташовано за 115 км на південь від Трабзона, на південному схилі Понтійських гір. Населення ільче 52 628 жителів за переписом 2014 року.

## Етимологія
Від тур. gümüş «серебро» і перс. خانه «дім».

## Історія
У візантійський період називався Тея (Θεια) і належав єпархії Халдей. Розквіт міста починається в XVI столітті, після виявлення родовища срібла біля колишньої візантійської фортеці Дзаніха (Τζάνιχα) або Тзанакон (Τζανζάκων). У 1546 році тут був заснований монетний двір.
Вперше згадується під ім'ям Гюмюшхане 1589 року. У 1644 році виробництво срібла досягла 7 тис. кг. Населення — в основному грецьке — зросло до 60 тис. осіб. Це в значній мірі обумовлено тим, що в регіоні рудника християни були звільнені від виплати специфічних, тільки для християн, податків в Османській імперії. До того ж, крім султанського намісника, турецька присутність було незначним, місто самоврядне, технічне керівництво копалень було закріплено за греками.
У міру виснаження родовища в XVII столітті починається відтік населення до нових родовищ від Ерзурума до Діярбакира. У 1790 році, на запрошення грузинського царя Іраклія II, частина населення переселилася на рудник Ахтала, де грецьким переселенцям був переданий і однойменний монастир. Матеріальне благополуччя і часткове самоврядування створили передумови і для духовного розквіту: Грецьке вище училище (Φροντιστηριο) і бібліотека були побудовані в 1723 році, Храм Богородиці Каніотіси (Παναγια η Κανηωτησα) — сьогодні зруйнований — побудований в 1724-26 роках. У ході російсько-турецьких воєн місто двічі був зайнятий російськими військами в 1828-29 рр. і в 1877-78 рр. Грецьке населення зустрічало росіян як визволителів, але росіяни йшли і, очікуючи турецькі гоніння, частина грецького населення була переселена в 1829 році в Цалко в Грузії і в 1878 році в Батумі і Ставрополь. Ім'я Гюмюшхане було остаточно закріплено за містом в 1846 р До 1914 р в місті проживало лише 3 тис. осіб, половина населення — греки. Після гонінь в період Першої світової війни, грецьке населення що залишився в живих було змушене в 1923 році переселитися до Греції, в основному в місто Науса в Центральній Македонії, де зберігається велика частина бібліотеки, врятована біженцями. Частина дивом врятованого церковного начиння і прикрас зібрана в Афінському музеї Бенакі.
В околицях: Монастир Хутура — зруйнований сьогодні православний монастир, епохи візантійських імператорів Комнінів.
У 1912 році в місті і околицях проживали: турки — 25 091 осіб; греки — 5997 осіб; вірмени — 1367 осіб.